# Saint-Étienne-aux-Clos
Saint-Étienne-aux-Clos è un comune francese di 251 abitanti situato nel dipartimento della Corrèze nella regione della Nuova Aquitania.

## Società

### Evoluzione demografica
Abitanti censiti